# メンバーシップフレームワーク
メンバーシップフレームワークまたはASP.NETメンバーシップとは、マイクロソフトが開発したASP.NETの認証ライブラリのひとつ。ASP.NET 2.0で導入されたユーザー管理のためのフレームワーク。豊富なサーバーコントロールを提供しており、フォーム認証を手軽に実装できることが特長。

## 背景
メンバーシップフレームワークは、ASP.NETアプリケーションのユーザー認証へのソリューションとして提供される機能。従来は開発者がHTMLフォーム認証を利用し、ユーザーIDからデータベースへの参照処理、「表示名」や「権限」などの追加情報、パスワードの暗号化といった操作を自前で設計・実装する必要があった。メンバーシップフレームワークはこれらを隠蔽することで簡易な実装で多様なログインコントロールを実現する。

## 機能
- 新規ユーザーの作成。
- メンバシップ情報 (ユーザー名、パスワード、および関連データ) を Microsoft SQL Server、Active Directory、またはその他のデータソースに格納する。
- ASP.NET ログインコントロールを利用した、コーディングレスなユーザー認証。
- パスワードの作成、変更、リセットなどのパスワード管理。
- ASP.NET ロール管理と統合したサイトの承認サービスの提供。
- カスタムメンバシッププロバイダによる汎用性の高いメンバシップ機能。